# Caccobius polygonus
Caccobius polygonus là một loài bọ cánh cứng trong họ Bọ hung (Scarabaeidae).